# Marenglen Verli
Marenglen Verli (ur. 19 grudnia 1951 w Tiranie) – albański historyk, członek zwyczajny Akademii Nauk Albanii.

## Życiorys
W roku 1973 ukończył studia na Wydziale Historyczno-Filologicznym Uniwersytetu Tirańskiego. Po studiach przez sześć lat pracował jako nauczyciel historii w szkole w Laçu. W 1979 został zatrudniony w Instytucie Historii (Instituti i Historisë) w Tiranie. W roku 1994 obronił pracę doktorską pt. Shfrytëzimi ekonomik i Kosovës në vitet 70-90 (Eksploatacja ekonomiczna Kosowa w latach 70-90').
Przez okres 35 lat prowadził zajęcia ze studentami Uniwersytetu Tirańskiego, a także Uniwersytetu w Elbasanie. W latach 2005–2008 kierował Instytutem Historii w Centrum Studiów Albanologicznych w Tiranie. W tym czasie pełnił funkcję redaktora naczelnego czasopisma Studime historike.
W roku 2001 uzyskał tytuł profesora nauk humanistycznych. W roku 2009 został członkiem korespondentem Akademii Nauk Albanii, a w 2016 został wyróżniony członkostwem zwyczajnym.
Dorobek naukowy Marenglena Verliego obejmuje prace z zakresu sytuacji wewnętrznej Kosowa w XX wieku i albańskiego ruchu narodowego w XIX wieku. Był współautorem wydanej w 2007 trzytomowej Historii narodu albańskiego, przygotował do druku pamiętniki i wspomnienia polityków albańskich z XIX i XX wieku (Syrja Vlora, Sejfi Vllamasi).

## Publikacje
- 1992: Reforma agrare kolonizuese në Kosovë (1918-1941)
- 1994: Shfrytëzimi ekonomik i Kosovës në vitet 70-90 (Eksploatacja ekonomiczna Kosowa w latach 1970-1990)
- 2000: Ekonomia e Kosovës në vargonjtë e politikës jugosllave (1945-1990)
- 2007: Shqipëria dhe Kosova, historia e një aspirate : (studime historike, kumtesa, dokumente dhe ilustrime)
- 2008: Historia e Popullit Shqiptar (Historia narodu albańskiego, współautor)
- 2014: Aspekte rreth krijimit dhe zgjidhjes së çështjes shqiptare (shek. XIX - XX): studime, analiza, dokumente
- 2021: Shqiptarët përballë sfidave të historisë: (studime, referate, kumtesa)